# Zaria

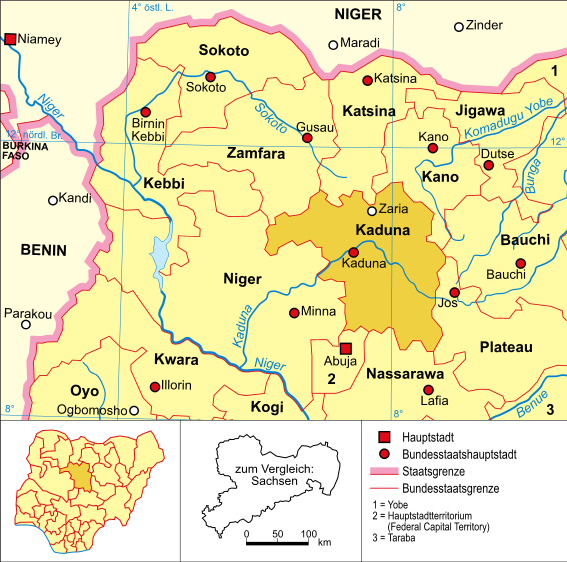
Zaria im Bundesstaat Kaduna

Zaria (Saria) ist eine Stadt in Nigeria. Ihr früherer Name war Zazzau. Sie hat über 663.000 Einwohner (Berechnung 2012) und liegt im Bundesstaat Kaduna.

## Geografie
Zaria liegt im Norden des Landes, zwischen Kaduna und Kano am Fluss Galma.

## Geschichte
Bereits im 10. Jahrhundert lässt sich eine ausgeprägte Stadtkultur der Hausa im späteren Nordnigeria nachweisen. Die heidnischen Habe-Könige herrschten in Zaria von 1486 bis 1804, wurden aber im Laufe der Zeit islamisiert. Aus dem 15., 16. oder 17. Jahrhundert ist die bereits islamische Königin Amina von Zazzau bekannt, die frühestens um 1430, spätestens um 1576/1589 an die Macht kam und bis zu ihrem Tod (um 1610/1623?) regierte.
Im Jahre 1804 wurde Zaria durch die Fulani erobert und eine Islamisierung der Region begann. Der letzte Habe-Herrscher floh mit seinen Anhängern nach Süden, nach Zuba und konnte sich weiterer Fulaniangriffe erwehren. Seine Nachfolger errichteten im Gebiet der heutigen Hauptstadt Nigerias, in Abuja, einen eigenen Staat und nannten sich noch im Jahre 2010 Herrscher von Zazzau.
Zum Ende des 19. Jahrhunderts war Zaria Hauptstadt der Provinz Segseg im afrikanischen Fulbereich Sokoto und lag damals im westlichen Sudan. Es wurde als wichtiger Handelsplatz beschrieben und hatte 50.000 Einwohner. Hugh Clapperton, Adamu Baiki und Richard Lander besuchten die Stadt.
Die jüngste Geschichte Zarias ist durch religiöse Auseinandersetzungen geprägt. In den 1980er Jahren wurden Kirchen zerstört. Der südliche Teil des Bundesstaats Kaduna, in dem Zaria liegt, ist überwiegend von Christen besiedelt, der Norden von Muslimen. Im Jahr 2000 wurde durch Papst Johannes Paul II. das römisch-katholische Bistum Zaria errichtet.

## Wirtschaft
In der Region wird Baumwolle angebaut. Die Stadt dient als bedeutender Verkehrsknotenpunkt.
Zaria ist eine Universitätsstadt. Die Ahmadu Bello University ist die größte Universität Nigerias und die zweitgrößte in Afrika (nach der Universität Kairo). Die Universität fiel durch islamistische Intellektuelle auf.

## Veranstaltungen
Das Durbar-Festival ist ein traditionelles Fest mit Paraden von Reitern und Fußsoldaten, das alljährlich zum Fest des Fastenbrechens oder zum Islamischen Opferfest in Zaria und anderen Orten veranstaltet wird.

## Söhne und Töchter der Stadt
- David Ajang (* 1970), römisch-katholischer Geistlicher, Bischof von Lafia
- Rumun Ndur (* 1975), kanadischer Eishockeyspieler
- Shola Ameobi (* 1981), englischer Fußballspieler
- Wunmi Mosaku (* 1986), englische Schauspielerin
- Isaac Promise (1987–2019), nigerianischer Fußballspieler
- Kingsley Umunegbu (* 1989), nigerianischer Fußballspieler
- Chidera Ejuke (* 1998), nigerianischer Fußballspieler